# Болс-Пирамид
Болс-Пи́рамид (англ. Ball's Pyramid) — необитаемый вулканический остров в Тасмановом море, приблизительно в 20 километрах к юго-востоку от острова Лорд-Хау, вместе с которым был открыт в 1788 году. Внешне остров напоминает парус или пирамиду. Болс-Пирамид является самым высоким вулканическим утёсом на Земле. 

## География
Территориально остров относится к штату Австралии Новый Южный Уэльс, и с 21 июня 2000 года является частью Морского парка острова Лорд-Хау. Высота над уровнем моря достигает 562 метров при наибольшей ширине основания около 200 метров. Рядом с островом есть несколько маленьких скалистых островков.

## История
Первая зарегистрированная высадка человека состоялась в 1882 году, почти через столетие после открытия острова. Первое восхождение на вершину зарегистрировано в 1965 году, после чего было ещё несколько удачных попыток на протяжении почти 20 лет. Однако, с 1982 года восхождения, а с 1986 года и доступ на остров, были запрещены. С 1990-х посещения стали строго ограничены, тем не менее, некоторые восхождения происходили.
В 1972 году отмечалось, что на острове был обнаружен местный вид ящериц Oligosoma lichenigerum. В 2000 году на острове было найдено считавшееся вымершим насекомое Dryococelus australis.

## Административное деление
Административно остров управляется местными властями острова Лорд-Хау.